# Моатасем Салем
Моатасем Салем (араб. معتصم سالم, нар. 2 вересня 1980, Каїр) — єгипетський футболіст, що грав на позиції захисника, зокрема за клуб «Ісмайлі», а також національну збірну Єгипту, у складі якої — володар Кубка африканських націй.

## Клубна кар'єра
У дорослому футболі дебютував 2000 року виступами за команду «Гольді» (Фаюм), в якій провів три сезони. 
Своєю грою за цю команду привернув увагу представників тренерського штабу клубу «Ісмайлі», до складу якого приєднався 2003 року. Відіграв за команду з Ісмаїлії наступні дев'ять сезонів своєї ігрової кар'єри.
Згодом з 2012 по 2017 рік грав у складі команд «Смуха», «Ель Мокаволун аль-Араб», «Петроджет» та «Ель-Шаркія», а завершував ігрову кар'єру у команді «Аль-Канах», за яку виступав протягом 2017—2018 років.

## Виступи за збірну
2004 року дебютував в офіційних матчах у складі національної збірної Єгипту.
У складі збірної був учасником Кубка африканських націй 2010 року в Анголі, здобувши того року титул континентального чемпіона. Виходив на поле у двох іграх турніру, включаючи фінальний матч проти збірної Гани.
Загалом протягом дев'яти років провів у формі збірної 8 матчів.

## Титули і досягнення
- Володар Кубка африканських націй (1):

2010